# 飯盛希
飯盛 希（いさかり まれ、1990年 - ）は、日本の美術批評家。

## 経歴
福岡県に生まれる。
東京大学教養学部を経て、同大学大学院 総合文化研究科を修了した。2025年時点では東京芸術大学大学院博士後期課程に在籍している。
アシスタント・ディレクターを務める「TAV GALLERY」を中心に展覧会企画を手がける。また展覧会パンフレットや美術雑誌に寄稿をおこなっている。

## 企画
- 鈴木操 個展「fortunes」（2023年、TAV GALLERY）[5]